# Maar de la Hoya del Mortero
El maar de la Hoya del Mortero es un cráter volcánico del interior de la península ibérica. Se encuentra en el término municipal español de Ciudad Real, en la provincia homónima, Castilla-La Mancha. Tiene la consideración de Monumento Natural.

## Descripción
Está ubicado en el término municipal de Ciudad Real, en la provincia homónima, perteneciente a la comunidad autónoma de Castilla-La Mancha.
Se encuentra situado en la provincia volcánica del Campo de Calatrava y se caracteriza por ser el único maar de grandes dimensiones que se desarrolla casi en su totalidad sobre terrenos terciarios. Petrológicamente, corresponde a un cráter de explosión hidromagmática con una secuencia múltiple de episodios y, circundando el anillo de tobas y brechas, se han extendido piroclastos de dispersión a modo de oleadas piroclásticas, cuyo relieve ha quedado suavizado por la acción agrícola.
Paisajísticamente destaca debido al contraste que supone la hondonada del cráter frente al entorno de relieves suavizados que lo circundan. El área del monumento natural alcanza las 124 hectáreas.
Obtuvo el estatus de Monumento Natural el 5 de diciembre de 2000, mediante un decreto publicado en el Diario Oficial de Castilla-La Mancha el 28 de diciembre.